# Rubus czarnunensis
Rubus czarnunensis — вид квіткових рослин з родини трояндових (Rosaceae). Ареал: Північно-Західна Польща.